# Tragidion dichromaticum
Tragidion dichromaticum är en skalbaggsart som beskrevs av Linsley 1957. Tragidion dichromaticum ingår i släktet Tragidion och familjen långhorningar. Inga underarter finns listade i Catalogue of Life.